# Adlullia corbetti
Adlullia corbetti är en fjärilsart som beskrevs av Willie Horace Thomas Tams 1928. Adlullia corbetti ingår i släktet Adlullia och familjen tofsspinnare. Inga underarter finns listade i Catalogue of Life.